# Тони Даллара
Тони Даллара (итал. Tony Dallara, настоящее имя Антонио Лардера итал. Antonio Lardera; род. 30 июня 1936) — итальянский певец, актёр и телеведущий.

## Биография
Даллара родился в Кампобассо на юге Италии, но вырос в Милане. После работы барменом и клерком, он начал свою музыкальную карьеру в группе «Скалистые горы». Его стиль пения был вдохновлен, в частности, американскими певцами, такими как Фрэнки Лейн и Тони Уильямс. В 1957 году он подписал контракт с итальянским лейблом «Music», где выпустил первый сингл «Come Prima», который разошёлся количеством в 300 000 копий, песня считается одной из самых продаваемых в Италии сегодня. 1960 года Даллара выиграл на фестивале в Сан-Ремо и на конкурсе Canzonissima с песней «Romantica». В следующем году он снова выиграл Canzonissima с песней «Bambina Bambina».